# Sjostedtiella musaia
Sjostedtiella musaia är en stekelart som beskrevs av Pierre L. G. Benoit 1952. Sjostedtiella musaia ingår i släktet Sjostedtiella och familjen brokparasitsteklar. Inga underarter finns listade i Catalogue of Life.